# هاپتن

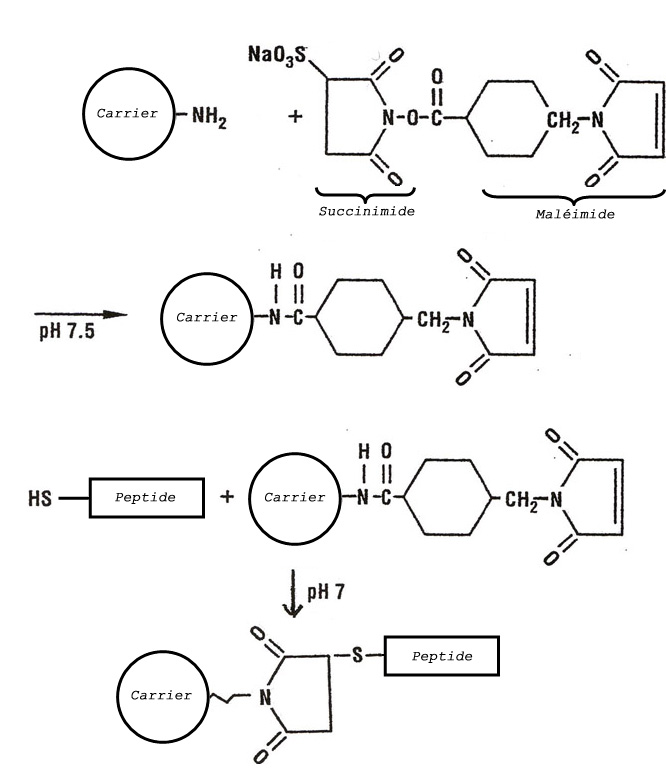
Haptene + maléimide/succinimide

هاپتن ماده‌ای است که قادر است با آنتی‌بادی واکنش نشان دهد ولی به تنهایی نمی‌تواند محرک تولید آنتی‌بادی واقع شود. بنابراین یک هاپتن ممکن است یک شاخص آنتی ژنی یا بخشی از آن باشد.
هاپتن ماده‌ای با وزن مولکولی کم است که به تنهایی خاصیت آنتی ژنی نداردولی می‌تواند با سایر مولکولهای بدن (اغلب پروتئینها) ترکیب یافته و کمپلکسهای با خاصیت آنتی ژنی ایجاد نماید. به عنوان مثال در بدن مواد حاصل از تجزیه پنی‌سیلین به صورت هاپتن عمل کرده و می‌توانند با پروتئینهای درشت مولکول بدن ترکیب یافته و کمپکسهای ناقل هاپتن با خاصیت آنتی ژنی ایجاد نماید همچنین هیدرالازین و هالوتان. توانایی بسیاری از مولکولهای کوچک در ایجاد خاصیت هاپتن احتمال واکنشهای ایمنی را که علیه مواد بیگانه ایجاد می‌گردد فوق‌العاده افزایش می‌دهد. 